# 553-тя фольксгренадерська дивізія (Третій Рейх)
553-тя фольксгренадерська дивізія (Третій Рейх) (нім. 553. Volksgrenadier-Division) — піхотна дивізія народного ополчення (фольксгренадери), що входила до складу вермахту на завершальному етапі Другої світової війни. Дивізія сформована у жовтні 1944 року шляхом переформування 553-ї гренадерської дивізії й билася на Західному фронті. За кілька днів була розгромлена в Лотарингії, знов сформована і в листопаді розгромлена вдруге. Третє формування завершилося у січні 1945 року, остаточно дивізія капітулювала американській армії під Вюртембергом у квітні 1945 року

## Історія
553-тя фольксгренадерська дивізія була створена 9 жовтня 1944 року на основі формувань 553-ї гренадерської дивізії під час проведення 32-ї хвилі мобілізації німецького вермахту. У той час дивізія вела важкі оборонні бої в Лотарингії поблизу сіл Номені-Шенікур. В боях дивізія була практично знищена, в ній лишилося близько 160 піхотинців. Шість батальйонів вважалися зниклими безвісти. 10 жовтня 1944 року залишки дивізії були замінені 48-ю піхотною дивізією. А 553-тя дивізія тимчасово поповнювалася маршовим батальйоном і відводилася на відновлення боєздатності. Вдруге дивізія, що була поповнена за рахунок інших частин вермахту, продовжувала змагатися в районі на південь від залізничної лінії Люневіль — Саарбург.
8-12 листопада 1944 року американські формування вели потужний наступ на позиції 553-ї фольксгренадерської дивізії, в ході боїв поблизу Лентре її частини знову зазнали величезних втрат. За наказом командування групи армій «G» її жалюгідні рештки дивізії відступили на захід до Реклонвіль-Сіре-сюр-Везуз. У середині листопада 1944 року залишки дивізії вели запеклі бої на південь від Бламон проти 79-ї американської піхотної дивізії та 2-ї французької бронетанкової дивізії.
Залишки дивізії, чисельністю не більше 1300 осіб, зуміли вирватися з кільця через Нідервіллер. 20 листопада командир дивізії доповів до штабу 19-ї армії, що з'єднання повністю розбите. 22 листопада командир дивізії генерал Брюн потрапив у полон. Залишки дивізії проривалися до Біча, де вони були зібрані. 1120-й та 1121-й гренадерські полки були розпущені, 1119-й гренадерський полк ще мав силу батальйону.
Спочатку планувалося перевести дивізію до району Штутгарта для відновлення і поповнення, але через брак кадрових військ на передовій, її кинули на прикриття позицій на північ від Карлсруе. На початку січня 1945 року дивізія вела бої північніше Страсбурга, потім вона відступала в напрямку Баден-Бадена.
26 січня 1945 року дивізію було переведено до району Пфорцгайм на переформування, до її складу прибув особовий склад 1927 та 1928 років народження. 24 березня 1945 року дивізія мала чисельність 4 065 військових. Під час наступної битви за Крайльсгайм 553-тя фольксгренадерська дивізія знову зазнала великих втрат. 12 квітня 10-та бронетанкова дивізія США прорвала фронт дивізії поблизу Ерінген і розтрощила підрозділи дивізії. 27 квітня 1945 року дивізію остаточно було розбито.

## Райони бойових дій
- Франція, Німеччина (жовтень 1944 — квітень 1945).

## Командування

### Командири
- генерал-майор Ганс Брюн (нім. Hans Bruhn) (9 жовтня — 22 листопада 1944);
- оберст Ерік Лер (нім. Erich Löhr) (22 — 23 листопада 1944);
- генерал-майор Герхард Гютер (нім. Gerhard Hüther) (23 листопада 1944 — січень 1945);
- оберст Юц (нім. Utz) (січень — травень 1945).

### Підпорядкованість
| Час      | Корпус          | Армія           | Група армій (округ) | Штаб         |
| -------- | --------------- | --------------- | ------------------- | ------------ |
| 1944     |                 |                 |                     |              |
| жовтень  | XIII корпус СС  | 1-ша армія      | Група армій «G»     | Вогези       |
| листопад | LXXXIX ак       | 1-ша армія      | Група армій «G»     | Вогези       |
| грудень  |                 | 1-ша армія      | Група армій «G»     | Вогези       |
| 1945     |                 |                 |                     |              |
| січень   | 3-тє формування | 3-тє формування | 3-тє формування     | Вогези       |
| квітень  | XIII корпус СС  | 1-ша армія      | Група армій «G»     | Верхній Рейн |

### Склад
| 1944                                      |
| ----------------------------------------- |
| 1119-й гренадерський полк                 |
| 1120-й гренадерський полк                 |
| 1121-й гренадерський полк                 |
| 1553-й артилерійський полк                |
| 1553-й дивізіон «Штурмгешуц»              |
| 1553-й протитанковий дивізіон             |
| 1553-й інженерний батальйон               |
| 1553-й фузілерний батальйон               |
| 1553-й батальйон зв'язку                  |
| 1553-тє дивізійне управління забезпечення |

## Нагороджені дивізії
Нагороджені дивізії
|  | Кавалери Золотого Німецького Хреста                                                                        | 5 |
|  | Кавалери Срібного Німецького Хреста                                                                        | 1 |
|  | Кавалери Лицарського хреста Залізного хреста                                                               | 3 |
|  | Кавалери Почесної застібки Сухопутних військ «Почесна застібка на орденську стрічку для Сухопутних військ» | 1 |